# Petrorossia degenera
Petrorossia degenera är en tvåvingeart som först beskrevs av Walker 1857.  Petrorossia degenera ingår i släktet Petrorossia och familjen svävflugor. Inga underarter finns listade i Catalogue of Life.